# Gödre
Gödre é um município da Hungria, situado no condado de Baranya. Tem 39,93 km² de área e sua população em 2019 foi estimada em 781 habitantes.